# Norderåsen
Norderåsen ist ein Ort (småort) in der schwedischen Provinz Jämtlands län und der historischen Provinz Jämtland.
Die nächstgelegene größere Ortschaft (tätort) ist Hammerdal. Die Inlandsbahn hält in den Sommermonaten in dem kleinen Bahnhof.